# Martin Eberhard
Martin Eberhard foi co-fundador e o primeiro CEO da Tesla, um fabricante de carros elétricos na Califórnia, Estados Unidos.
Embora seja apaixonado por carros esportivos, discorda frontalmente da dependência do petróleo importado do Médio Oriente e preocupa-se também com as possíveis causas humanas do aquecimento global. Ele é mencionado como tendo criado a primeira empresa automobilística do Vale do Silício.
Eberhard fez um depósito para garantir que estaria entre os primeiros possuidores de um Tesla Roadster, o primeiro veículo produzido pela Tesla. O Tesla Roadster foi um automóvel esportivo a bateria, com autonomia de cerca de 400 km, produzido entre 2008 e 2012.
Antes da Tesla, Eberhard co-fundou e fundou outras empresas de inovação tecnológica como a Network Computing Devices, Inc. e a NuvoMedia.